# Vojin Lazarević
Vojin Lazarević (Nikšić, 22 febbraio 1942) è un allenatore di calcio ed ex calciatore jugoslavo, di ruolo attaccante.

## Carriera

### Giocatore
Debutta da professionista nel 1962 con il Sutjeska, dove rimane fino al 1966 segnando 74 gol.
Proprio le sue ottime doti di centravanti gli valgono l'ingaggio da parte della Stella Rossa, con cui vince tre campionati jugoslavi e due Coppe di Jugoslavia, oltre alla Coppa Mitropa 1967-1968, e, a livello personale, il titolo di capocannoniere del campionato 1968-1969 e della Coppa Mitropa 1967-1968.
Nell'estate del 1961 si trasferisce in Belgio al RFC Liegi, ma a metà stagione viene ingaggiato dal Nancy, con cui gioca anche la prima parte della stagione 1971-1972, prima di tornare alla Stella Rossa, con cui vince il campionato 1972-1973, oltre che al titolo di capocannoniere con 25 reti.
Nel gennaio del 1974 si trasferisce ai Toronto Blizzard, dove rimane per una sola stagione, prima di tornare in patria, dove chiude la carriera nel Vrbas.

### Allenatore
In due occasioni, nel 1997 e nel 1999, a metà stagione, viene chiamato alla guida della Stella Rossa, e in entrambe le occasioni riesce a vincere la Coppa di Serbia e Montenegro.

## Palmarès

### Giocatore

#### Club

##### Competizioni nazionali
- Campionato jugoslavo: 4

Stella Rossa: 1967-1968, 1968-1969, 1969-1970, 1972-1973
- Coppa di Jugoslavia: 2

Stella Rossa: 1967-1968, 1969-1970

##### Competizioni internazionali
- Coppa Mitropa: 1

Stella Rossa: 1967-1968

#### Individuale
- Capocannoniere della Coppa Mitropa: 1

1967-1968 (5 gol)
- Capocannoniere della Prva Liga: 2

1968-1969 (22 gol), 1972-1973 (25 gol, a pari merito con Slobodan Santrač)

### Allenatore
- Coppa di Serbia e Montenegro: 2

Stella Rossa: 1996-1997, 1998-1999